# WPA-9-Ball-Weltmeisterschaft
Die WPA-9-Ball-Weltmeisterschaft (offiziell WPA World 9-Ball Championship) ist ein Poolbillardturnier in der Disziplin 9-Ball, das seit 1990 zumeist jährlich stattfindet und von der World Pool-Billiard Association ausgetragen wird.

## Geschichte
In den Jahren 2000 bis 2005 wurde die Weltmeisterschaft in Kooperation mit Matchroom Sport veranstaltet, die zuvor mit den World Professional Pool Championship 1999 ein ähnliches Turnier organisierten. Ab 2006 erhielt der philippinische Promoter Raya Sports die Austragungsrechte. 2008 entschied sich Raya Sports jedoch, die Rechte an Matchroom Sport zurückzugeben und stattdessen erstmals eine 10-Ball-WM auszutragen. 
Dass 2008 erstmals seit 1990 keine 9-Ball-WM stattfand, lag daran, dass Matchroom Sport aufgrund der Finanzkrise und der neu formierten 10-Ball-WM keine Sponsoren gewinnen konnte. Auch ob die WM 2009 wieder ausgetragen werden könne stand lange nicht fest; letztlich wurde sie erneut ausgesetzt. 2010 fand eine Neuauflage statt; diesmal in der katarischen Hauptstadt Doha, die sich die Austragungsrechte bis 2014 sicherte. Die Austragungsrechte wurden mehrmals verlängert, zuletzt im Rahmen der WM 2017, sodass Doha bis 2021 Veranstaltungsort sein sollte. 2020 erwarb der Sportpromoter Matchroom Sport erneut die Rechte an der Veranstaltung. Nachdem die WM 2020 aufgrund der COVID-19-Pandemie ausgefallen war, fand die Ausgabe 2021 im englischen Milton Keynes statt.
Im aktuellen Modus gibt es insgesamt ein Preisgeld von 1.000.000 US-Dollar zu gewinnen, wovon 250.000 Dollar an den Sieger gehen. Das Finale wird im Best-of-25-Modus gespielt, also auf 13 gewonnene Spiele.
Rekordsieger ist der Amerikaner Earl Strickland, der die WM bisher dreimal gewinnen konnte. 
Thorsten Hohmann ist mit zwei Siegen der erfolgreichste Deutsche.
Auch eine Weltmeisterschaft der Damen findet jährlich statt. Rekordsiegerin ist Allison Fisher aus England, die das Turnier 1996, 1997, 1998 und 2001 gewinnen konnte. Darüber hinaus gibt es eine Jugend-WM für Frauen und Männer und eine Behinderten-Weltmeisterschaft.

## Die Turniere im Überblick
| Jahr     | Austragungsort | Weltmeister                             | Ergebnis                                | Finalist                                | Halbfinalisten 1                        |
| -------- | -------------- | --------------------------------------- | --------------------------------------- | --------------------------------------- | --------------------------------------- |
| 1990     | Bergheim       | Earl Strickland                         | 3:1 (sets)                              | Jeff Carter                             | Kim Davenport                           |
| 1990     | Bergheim       | Earl Strickland                         | 3:1 (sets)                              | Jeff Carter                             | Nick Varner                             |
| 1991     | Las Vegas      | Earl Strickland                         | 9:7                                     | Nick Varner                             | Johnny Archer                           |
| 1991     | Las Vegas      | Earl Strickland                         | 9:7                                     | Nick Varner                             | Takashi Toda                            |
| 1992     | Taipeh         | Johnny Archer                           | 13:12                                   | Robert Hunter                           | Kim Davenport                           |
| 1992     | Taipeh         | Johnny Archer                           | 13:12                                   | Robert Hunter                           | Efren Reyes                             |
| 1993     | Königswinter   | Chao Fong-Pang                          | 2:0 (sets)                              | Thomas Hasch                            | Herbert Friedemann                      |
| 1993     | Königswinter   | Chao Fong-Pang                          | 2:0 (sets)                              | Thomas Hasch                            | Ralf Souquet                            |
| 1994     | Chicago        | Takeshi Okumura                         | 9:6                                     | Itsuzaki Yasunari                       | Tom Storm                               |
| 1994     | Chicago        | Takeshi Okumura                         | 9:6                                     | Itsuzaki Yasunari                       | Mike Zuglan                             |
| 1995     | Taipeh         | Oliver Ortmann                          | 11:9                                    | Dallas West                             | Craig Duffy                             |
| 1995     | Taipeh         | Oliver Ortmann                          | 11:9                                    | Dallas West                             | Lee Kun-fang                            |
| 1996     | Borlänge       | Ralf Souquet                            | 11:1                                    | Tom Storm                               | Rolf Alex                               |
| 1996     | Borlänge       | Ralf Souquet                            | 11:1                                    | Tom Storm                               | Craig Duffy                             |
| 1997     | Chicago        | Johnny Archer                           | 9:3                                     | Lee Kun-fang                            | Reed Pierce                             |
| 1997     | Chicago        | Johnny Archer                           | 9:3                                     | Lee Kun-fang                            | Ralf Souquet                            |
| 1998     | Taipeh         | Kunihiko Takahashi                      | 13:3                                    | Johnny Archer                           | Akikumo Toshikawa                       |
| 1998     | Taipeh         | Kunihiko Takahashi                      | 13:3                                    | Johnny Archer                           | Jon Kucharo                             |
| 1999 I 2 | Cardiff        | Efren Reyes                             | 17:8                                    | Chang Hao-ping                          | Francisco Bustamante                    |
| 1999 I 2 | Cardiff        | Efren Reyes                             | 17:8                                    | Chang Hao-ping                          | Chao Fong-Pang                          |
| 1999 II  | Alicante       | Nick Varner                             | 13:8                                    | Jeremy Jones                            | Dieter Johns                            |
| 1999 II  | Alicante       | Nick Varner                             | 13:8                                    | Jeremy Jones                            | Vegar Kristiansen                       |
| 2000     | Cardiff        | Chao Fong-Pang                          | 17:6                                    | Ismael Páez                             | Corey Deuel                             |
| 2000     | Cardiff        | Chao Fong-Pang                          | 17:6                                    | Ismael Páez                             | Earl Strickland                         |
| 2001     | Cardiff        | Mika Immonen                            | 17:10                                   | Ralf Souquet                            | Alain Martel                            |
| 2001     | Cardiff        | Mika Immonen                            | 17:10                                   | Ralf Souquet                            | Lai Chia-hsiung                         |
| 2002     | Cardiff        | Earl Strickland                         | 17:15                                   | Francisco Bustamante                    | Takeshi Okumura                         |
| 2002     | Cardiff        | Earl Strickland                         | 17:15                                   | Francisco Bustamante                    | Yang Ching-shun                         |
| 2003     | Cardiff        | Thorsten Hohmann                        | 17:10                                   | Alex Pagulayan                          | Earl Strickland                         |
| 2003     | Cardiff        | Thorsten Hohmann                        | 17:10                                   | Alex Pagulayan                          | Tony Drago                              |
| 2004     | Taipeh         | Alex Pagulayan                          | 17:13                                   | Chang Pei-Wei                           | Kuo Po-Cheng                            |
| 2004     | Taipeh         | Alex Pagulayan                          | 17:13                                   | Chang Pei-Wei                           | Marcus Chamat                           |
| 2005     | Kaohsiung      | Wu Chia-ching                           | 17:16                                   | Kuo Po-Cheng                            | Marlon Manalo                           |
| 2005     | Kaohsiung      | Wu Chia-ching                           | 17:16                                   | Kuo Po-Cheng                            | Rodney Morris                           |
| 2006     | Pasay          | Ronato Alcano                           | 17:11                                   | Ralf Souquet                            | Li Hewen                                |
| 2006     | Pasay          | Ronato Alcano                           | 17:11                                   | Ralf Souquet                            | Fu Che-wei                              |
| 2007     | Quezon City    | Daryl Peach                             | 17:15                                   | Roberto Gomez                           | Vilmos Földes                           |
| 2007     | Quezon City    | Daryl Peach                             | 17:15                                   | Roberto Gomez                           | Karl Boyes                              |
| 2010     | Doha           | Francisco Bustamante                    | 13:7                                    | Kuo Po-Cheng                            | Antonio Lining                          |
| 2010     | Doha           | Francisco Bustamante                    | 13:7                                    | Kuo Po-Cheng                            | Johnny Archer                           |
| 2011     | Doha           | Yukio Akakariyama                       | 13:11                                   | Ronato Alcano                           | Mark Gray                               |
| 2011     | Doha           | Yukio Akakariyama                       | 13:11                                   | Ronato Alcano                           | Dennis Orcollo                          |
| 2012     | Doha           | Darren Appleton                         | 13:12                                   | Li Hewen                                | Naoyuki Ōi                              |
| 2012     | Doha           | Darren Appleton                         | 13:12                                   | Li Hewen                                | Ralf Souquet                            |
| 2013     | Doha           | Thorsten Hohmann                        | 13:6                                    | Antonio Gabica                          | Carlo Biado                             |
| 2013     | Doha           | Thorsten Hohmann                        | 13:6                                    | Antonio Gabica                          | Karl Boyes                              |
| 2014     | Doha           | Niels Feijen                            | 13:10                                   | Albin Ouschan                           | Elmer Haya                              |
| 2014     | Doha           | Niels Feijen                            | 13:10                                   | Albin Ouschan                           | Chang Yu-Lung                           |
| 2015     | Doha           | Ko Pin-yi                               | 13:11                                   | Shane van Boening                       | Wu Jiaqing                              |
| 2015     | Doha           | Ko Pin-yi                               | 13:11                                   | Shane van Boening                       | Ko Ping-chung                           |
| 2016     | Doha           | Albin Ouschan                           | 13:6                                    | Shane van Boening                       | Alex Pagulayan                          |
| 2016     | Doha           | Albin Ouschan                           | 13:6                                    | Shane van Boening                       | Cheng Yu-hsuan                          |
| 2017     | Doha           | Carlo Biado                             | 13:5                                    | Roland Garcia                           | Wu Kun-lin                              |
| 2017     | Doha           | Carlo Biado                             | 13:5                                    | Roland Garcia                           | Eklent Kaçi                             |
| 2018     | Doha           | Joshua Filler                           | 13:10                                   | Carlo Biado                             | Alexander Kazakis                       |
| 2018     | Doha           | Joshua Filler                           | 13:10                                   | Carlo Biado                             | Shane van Boening                       |
| 2019     | Doha           | Fjodor Gorst                            | 13:11                                   | Chang Jung-Lin                          | Ko Ping-chung                           |
| 2019     | Doha           | Fjodor Gorst                            | 13:11                                   | Chang Jung-Lin                          | Liu Haitao                              |
| 2020     | Doha           | abgesagt aufgrund der COVID-19-Pandemie | abgesagt aufgrund der COVID-19-Pandemie | abgesagt aufgrund der COVID-19-Pandemie | abgesagt aufgrund der COVID-19-Pandemie |
| 2021     | Milton Keynes  | Albin Ouschan                           | 13:9                                    | Omar al-Shaheen                         | David Alcaide                           |
| 2021     | Milton Keynes  | Albin Ouschan                           | 13:9                                    | Omar al-Shaheen                         | Olivér Szolnoki                         |
| 2022     | Milton Keynes  | Shane van Boening                       | 13:6                                    | Albin Ouschan                           | Alexander Kazakis                       |
| 2022     | Milton Keynes  | Shane van Boening                       | 13:6                                    | Albin Ouschan                           | Abdullah Al Yousef                      |
| 2023     | Kielce         | Francisco Sánchez Ruíz                  | 13:10                                   | Mohammad Soufi                          | Wu Kun-Lin                              |
| 2023     | Kielce         | Francisco Sánchez Ruíz                  | 13:10                                   | Mohammad Soufi                          | Mario He                                |
| 2024     | Jeddah         | Fedor Gorst                             | 15:14                                   | Eklent Kaçi                             | Johann Chua                             |
| 2024     | Jeddah         | Fedor Gorst                             | 15:14                                   | Eklent Kaçi                             | Wojciech Szewczyk                       |

### Rangliste
| Platz | Spieler                | Gold | Silber | Bronze |
| ----- | ---------------------- | ---- | ------ | ------ |
| 1     | Earl Strickland        | 3    | 0      | 2      |
| 2     | Albin Ouschan          | 2    | 2      | 0      |
| 3     | Johnny Archer          | 2    | 1      | 2      |
| 4     | Chao Fong-Pang         | 2    | 0      | 1      |
| 5     | Thorsten Hohmann       | 2    | 0      | 0      |
| 6     | Ralf Souquet           | 1    | 2      | 3      |
| 7     | Shane van Boening      | 1    | 2      | 1      |
| 8     | Alex Pagulayan         | 1    | 1      | 1      |
| 8     | Nick Varner            | 1    | 1      | 1      |
| 8     | Francisco Bustamante   | 1    | 1      | 1      |
| 8     | Carlo Biado            | 1    | 1      | 1      |
| 12    | Ronato Alcano          | 1    | 1      | 0      |
| 13    | Takeshi Okumura        | 1    | 0      | 1      |
| 13    | Efren Reyes            | 1    | 0      | 1      |
| 13    | Wu Jiaqing 3           | 1    | 0      | 1      |
| 16    | Oliver Ortmann         | 1    | 0      | 0      |
| 16    | Kunihiko Takahashi     | 1    | 0      | 0      |
| 16    | Mika Immonen           | 1    | 0      | 0      |
| 16    | Daryl Peach            | 1    | 0      | 0      |
| 16    | Yukio Akakariyama      | 1    | 0      | 0      |
| 16    | Darren Appleton        | 1    | 0      | 0      |
| 16    | Niels Feijen           | 1    | 0      | 0      |
| 16    | Ko Pin-yi              | 1    | 0      | 0      |
| 16    | Joshua Filler          | 1    | 0      | 0      |
| 16    | Fedor Gorst            | 2    | 0      | 0      |
| 16    | Francisco Sánchez Ruíz | 1    | 0      | 0      |